# In Rock World Tour
In Rock World Tour – światowa trasa koncertowa grupy Deep Purple (piąta z kolei). Trwała od lipca 1970 do października 1971 i obejmowała 158 koncertów na trzech kontynentach: w Europie, Ameryce Północnej i Australii.
W 1970 zespół dał 8 koncertów w USA, 15 w Anglii, po 1 w Walii i Szkocji; 17 w Niemczech, 10 we Francji i 4 w Skandynawii.
W 1971 zespół dał 35 koncertów w Anglii, 5 w Niemczech, po 1 w Austrii, Belgii, Danii, Islandii i Szwajcarii; 25 w USA i 4 w Australii.

## Program koncertów
1. „Speed King”
2. „Hush”
3. „Child in Time”
4. „Into the Fire”
5. „Wring that Neck” (wersja instrumentalna) (po wykonaniu tego utworu zespół wykonywał wiązankę utworów muzyki jazzowej i klasycznej: „Unsquare Dance” Dave’a Brubecka, skrzypcową partitę J.S. Bacha, „Gavotte” i Rondo Bacha, „Morning Mood” Edvarda Griega, instrumentalną wersję utworu „Greensleeves” autorstwa króla Henryka VIII oraz instrumentalną wersję „White Christmas”)
6. „Mandrake Root” (ten utwór zespół łączył z riffem z utworu „The Mule” oraz utworem „You Really Got Me” z repertuaru The Kinks)
7. „Pain It Black” (cover The Rolling Stones; wersja instrumentalna)
8. Solo perkusyjne

Bisy:
1. „Black Night”
2. „Lucille” (cover Little Richarda)

W Berlinie zespół zagrał fragment utworu „Walking on Down the Light” z repertuaru Keitha Emersona z Emerson, Lake & Palmer.

## Lista koncertów

### Anglia
1. 4 lipca  – Bedford, Bedford Football Ground
2. 5 lipca  – Londyn, Lyceum

### Niemcy, Anglia i Francja
1. 10 lipca  – Akwizgran, Niemcy – Reiterstadion Open Art Festival
2. 12 lipca  – Monachium, Niemcy – Eissportstadion Euro-Pop 70
3. 31 lipca  – Newcastle, Anglia – Mayfair
4. 1 sierpnia – Château de Saint-Pons, Francja Château de Saint-Pons Progressive Music Festival
5. 8 sierpnia – Stade Municipal Raphael Pop Festival, Francja

## USA
1. 9 sierpnia – nieznane miejsce koncertu – National Jazz & Blues Festival
2. 15 sierpnia – Greeley, Rodeo Arena
3. Sierpień – Houston, nieznane miejsce koncertu
4. Sierpień – Albuquerque, nieznane miejsce koncertu
5. Sierpień – Salt Lake City, nieznane miejsce koncertu
6. 25 sierpnia – Los Angeles, Hollywood Bowl
7. 28 sierpnia – San Antonio, Jam Factory
8. 30 sierpnia – Pasadena, Civic Centre

## Europa – część 2

### Anglia, Walia i Francja
1. 6 września – Arras, Francja nieznane miejsce koncertu
2. 25 września – Romford, Anglia – Romford Odeon
3. 26 września – Liverpool, Anglia – St. Georges Hall
4. 2 października – Cardiff, Walia – UWIST
5. 3 października – Southampton, Anglia – Southampton University
6. 6 października – Leeds, Anglia – Leeds University
7. 10 października – Sheffield, Anglia – Sheffield University
8. 12 października – Edynburg, Szkocja – Tiffanys
9. 14 października – Aberdeen, Anglia – Concert Hall
10. 15 października – Dundee, Anglia – Caird Hall
11. 16 października – Sunderland, Anglia – Top Rank
12. 17 października – Manchester, Anglia – University Manchester
13. 25 października – Lyon, Francja – nieznane miejsce koncertu
14. 26 października – Chambéry, Francja – nieznane miejsce koncertu
15. 27 października – Sochaux, Francja – nieznane miejsce koncertu
16. 28 października – Mulhouse, Francja – nieznane miejsce koncertu
17. 30 października – Le Havre, Francja – nieznane miejsce koncertu
18. 1 listopada – Paryż, Francja – Olympia
19. 2 listopada – Elbeuf, Francja – nieznane miejsce koncertu
20. 3 listopada – Brest, Francja – nieznane miejsce koncertu
21. 6 listopada – Bournemouth, Anglia – Winters Garden
22. 7 listopada – Margate, Anglia – Dreamland

### Skandynawia
1. 11 listopada – Oslo, Norwegia – Njårdhallen
2. 12 listopada – Sztokholm, Szwecja – Konserthus
3. 14 listopada – Kopenhaga, Dania – KB Hallen
4. 15 listopada – Göteborg, Szwecja – Konserthuset

### Anglia
1. 21 listopada – Londyn, University College
2. 22 listopada – Croydon, Fairfield Hall

### Niemcy
1. 27 listopada – Offenbach, Stadthalle
2. 28 listopada – Heidelberg, Neue Universitat
3. 29 listopada – Düsseldorf, Rheinhalle
4. 30 listopada – Duisburg, Mercatorhalle
5. 1 grudnia – Hanower, Messehalle
6. 2 grudnia – Hamburg, Planten und Blomen Halle
7. 3 grudnia – Hamburg, Planten und Blomen Halle
8. 4 grudnia – Munster, Munsterlandhalle
9. 5 grudnia – Monachium, Circus Krone-Bau
10. 6 grudnia – Saarbrücken, Saarlandhalle
11. 7 grudnia – Norymberga, Meistersingenhalle
12. 8 grudnia – Lüdenscheid, Schutzenhalle
13. 9 grudnia – Wuppertal, Stadthalle
14. 11 grudnia – Würzburg, Huttenhalle
15. 12 grudnia – Stuttgart, Sporthalle

## Koncerty w 1971

### Anglia
1. 29 stycznia – Leeds, Town Hall
2. 30 stycznia – Liverpool, Philharmonic Hall
3. 1 lutego – Londyn, Royal Albert Hall
4. 5 lutego – Hull, ABC Cinema Hall
5. 6 lutego – Sheffield, City Hall
6. 7 lutego – Bournemouth, Winter Gardens
7. 8 lutego – Southampton, Guildhall
8. 9 lutego – Portsmouth, Guildhall
9. 12 lutego – Birmingham, Town Hall
10. 13 lutego – Bristol, Colston Hall
11. 14 lutego – Plymouth, ABC Cinema
12. 19 lutego – Manchester, Belle Vue Kings Hall
13. 20 lutego – Newcastle, City Hall
14. 21 lutego – Coventry, Coventry Theatre
15. 22 lutego – Purley, The Orchid
16. 25 lutego – Leicester, De Montford Hall
17. 27 lutego – Brighton, Big Apple
18. 5 marca – Glasgow, Greens Playhouse
19. 6 marca – Edynburg, Empire Theatre
20. 7 marca – Dundee, Caird Hall
21. 8 marca – Aberdeen, Music Hall

### Niemcy,Belgia,SzwajcariaiSkandynawia
1. 7 kwietnia – Oldenburg, Niemcy – Weser Ens Halle
2. 8 kwietnia – Essen, Niemcy – Grugahalle
3. 10 kwietnia – Offenbach, Niemcy – Stadthalle
4. 11 kwietnia – Hamburg, Niemcy – Planten um Blomen
5. 16 kwietnia – Montreux, Szwajcaria – Casino
6. 17 kwietnia – Montreux, Szwajcaria – Casino
7. 19 kwietnia – Bruksela, Belgia – nieznane miejsce koncertu
8. 22 kwietnia – Sztokholm, Szwecja – Konserthus
9. 24 kwietnia – Århus, Dania – Vejlby Risskov Hallen
10. 26 kwietnia – Oslo, Norwegia – Njårdhallen
11. 28 kwietnia – Rondhouse, Londyn – Camden Arts Festival

### Australia
1. 6 maja – Perth, Beatty Park Aquatic Centre
2. 7 maja – Melbourne, Festival Hall
3. 8 maja – Adelaide, Apollo Stadium
4. 9 maja – Sydney, Randwick Racecourse
5. 9 maja – Melbourne, Festival Hall

### Europa – część 3
1. 21 maja – Berlin, Niemcy – Deutschlandhalle
2. 23 maja – Katowice, Polska – Spodek
3. 26 maja – Rzym, Włochy – La Paleur
4. 27 maja – Bolonia, Włochy – Palasport (dwa koncerty)
5. 29 maja – Zurych, Szwajcaria – Eishalle Pop-Monster 1971
6. 18 czerwca – Reykjavík, Islandia – Laugardasholl
7. 24 czerwca – Birmingham, Anglia – Kinetic Circus
8. 25 czerwca – Newcastle, Anglia – Mayfair

### Ameryka Północna – część 2
1. 2 lipca – Toronto, Kanada – St Lawrence Market
2. 3 lipca – Buffalo, Nowy Jork – Gilligan’s
3. 4 lipca – Memphis, Tennessee – Overton Park
4. 6 lipca – Hamilton, Kanada – Forum
5. 7 lipca – London, Kanada – Wonderland Gardens
6. 9 lipca – Filadelfia, Pensylwania – Spectrum
7. 10 lipca – Cleveland, Ohio – Public Hall
8. 11 lipca – Minneapolis, Minnesota – Minneapolis Auditorium
9. 14 lipca – Milwaukee, Wisconsin – nieznane miejsce koncertu
10. 16 lipca – Pittsburgh, Pensylwania – nieznane miejsce koncertu
11. 17 lipca – Dayton, Ohio – Hara Arena
12. 18 lipca – Toledo, Ohio – Toledo Sports Arena
13. 20 lipca – Chicago, Illinois – nieznane miejsce koncertu
14. 21 lipca – Chicago, Illinois – nieznane miejsce koncertu
15. 23 lipca – Dania Beach, Floryda – Pirates World
16. 24 lipca – Orlando, Floryda – nieznane miejsce koncertu
17. 25 lipca – Nowy Orlean, Luizjana – The Warehouse
18. 27 lipca – San Antonio, Teksas – nieznane miejsce koncertu
19. 28 lipca – Houston, Teksas – Coliseum Houston
20. 29 lipca – Wichita, Kansas – nieznane miejsce koncertu
21. 30 lipca – Los Angeles – Long Beach Arena
22. 31 lipca – Salt Lake City, Utah – nieznane miejsce koncertu

### Europa – część 4
Niemcy i Austria
1. 1 września – Berlin, Messehalle
2. 4 września – Wiedeń, Stadthalle
3. 5 września – Spira, Stadthalle

Anglia
1. 13 września – Portsmouth, Guildhall
2. 19 września – Leicester, De Montford Hall
3. 22 września – Manchester, Free Trade Hall
4. 23 września – Liverpool, Philharmonic Hall
5. 24 września – Glasgow, Greens Playhouse
6. 25 września – Edynburg, Playhouse Theatre
7. 26 września – Newcastle, City Hall
8. 29 września – Bournemouth, Winters Garden
9. 4 października – Londyn, Royal Albert Hall
10. 5 października – Sheffield, City Hall
11. 10 października – Coventry, Theatre Coventry
12. 11 października – Southampton, Guildhall

Ameryka Północna – część 4
1. 22 października – Nowy Jork – Felt Forum
2. 23 października – Williamsburg, Wirginia – nieznane miejsce koncertu
3. 24 października – Chicago, Illinois – Auditorium Theater

## Albumy z trasy
- Live in Stockholm
- Scandinavian Nights
- Deep Purple in Concert

## Muzycy
- Ian Gillan – wokal
- Ritchie Blackmore – gitara
- Jon Lord – organy Hammonda i keyboardy
- Roger Glover – gitara basowa
- Ian Paice – perkusja